# フィウメ (重巡洋艦)

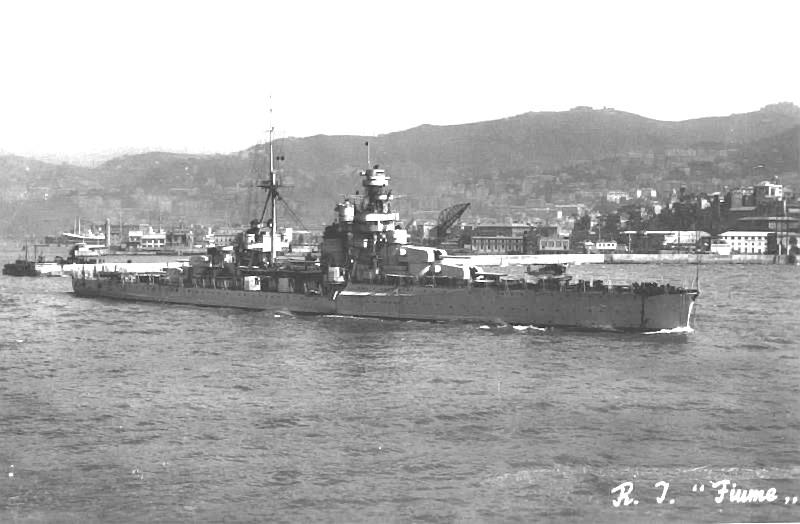
フィウメ（フューメ）

フィウメ (Fiume) は、1931年（昭和6年）11月に竣工したイタリア海軍の重巡洋艦。
日本ではフューメと表記することもある。
ザラ級重巡洋艦 (Incrociatori pesanti Classe Zara) の2番艦。
艦名は、当時イタリア領であったフューメ（現 クロアチア・リエカ、未回収のイタリア）に因む。
1941年（昭和16年）3月28日、マタパン岬沖海戦において、イギリス海軍のクイーン・エリザベス級戦艦などの砲撃により沈没した。

## 艦歴
トリエステのアドリアチコ造船所で建造された。1929年（昭和4年）4月29日に起工、1930年（昭和5年）4月27日に進水、1931年（昭和6年）11月23日に竣工した。竣工時、ムッソリーニ首相が本艦を視察したという。
スペイン内戦中はスペイン周辺で活動していた。1938年（昭和13年）5月3日、ナチス・ドイツのヒトラー内閣最高幹部たちがイタリア王国を訪問し、ローマに到着した。ナチス最高幹部（ヒトラー総統、ヘス副総統、リッベントロップ外相、ゲッベルス宣伝相）はナポリへ移動、5月5日に同地でイタリア王立海軍の観艦式が行われた。ヒトラー達とイタリア王エマヌエーレ3世およびムッソリーニは戦艦「コンテ・ディ・カヴール」に乗艦する。独裁者達が「カブール」から見守る中、イタリア艦艇200隻あまりがナポリ湾に集結する。フィウメとザラは砲撃演習をおこなった。
また同年にはドイツ海軍のポケット戦艦「ドイッチュラント」がナポリ湾を訪問し、イタリア海軍が出迎えた。
1939年（昭和14年）4月初旬、イタリア王国がアルバニア王国に侵攻する。この進駐にイタリア海軍も大艦隊を派遣し、本艦をふくめザラ級重巡は水上機母艦「ジュゼッペ・ミラーリア」などと共にドゥラス攻略戦に参加した。
同年9月1日に第二次世界大戦が勃発したが、イタリアは中立国を宣言した。1940年（昭和15年）6月10日、連合国陣営（イギリス、フランスなど）に宣戦を布告した。
7月9日、ザラ級重巡を含むイタリア艦隊は、イギリス海軍の地中海艦隊（司令長官アンドルー・ブラウン・カンニガム中将）およびオーストラリア海軍で編成された連合国軍艦隊と交戦する（カラブリア沖海戦）。イギリス戦艦ウォースパイト（カニンガム提督旗艦）の主砲弾がイタリア戦艦ジュリオ・チェザーレに命中したのをきっかけに、イタリア艦隊は退却した。
10月下旬よりイタリア軍はギリシャに侵攻を開始、バルカン戦線が形成された。イギリス軍とイタリア軍の双方がギリシャに輸送船団を送り込み、この過程で幾つかの海戦が起きる。
11月11日のタラント空襲で、イタリア海軍の主力戦艦3隻が戦闘不能になった。第一巡洋艦隊（ザラ、フィウメ、ゴリツィア）もターラントに停泊していたが、被害なしで切り抜けた。イタリア海軍は新鋭戦艦ヴィットリオ・ヴェネトを旗艦とし、残存戦力を再編した。
イギリス海軍がMB9作戦を実施したことにともない、イタリア艦隊とイギリス艦隊の間で11月27日にスパルティヴェント岬沖海戦が発生した。本艦に命中弾があったが、不発だった。
1941年（昭和16年）1月、ドイツ空軍が地中海戦線に投入され、イギリス軍の損害が急増した。タラント奇襲の立役者となった空母イラストリアス (HMS Illustrious, R87) も、MC4作戦に参加中の1月10日にJu 87急降下爆撃機によって撃破され、修理のために戦線を離脱してアメリカにむかった。だが艦隊戦におけるイギリスとイタリアの格差は相当なものがあり、それは3月28日のマタパン岬沖海戦で証明された。
3月中旬、イギリス地中海艦隊に空母フォーミダブル (HMS Formidable, R67) が加わった。イギリス軍はラスター作戦を発動してアレクサンドリアからギリシャのピレウスにむけて輸送船団を出撃させており、これを撃滅するためザラ級重巡3隻を含むイタリア艦隊はタラントを出撃した。
3月28日午前中、クレタ島近海でイタリア軍・イギリス軍双方の巡洋艦戦隊が交戦する。
この海戦で、イギリス陣営のアルバコア雷撃機とソードフィッシュ雷撃機が戦艦ヴィットリオ・ヴェネトと重巡ポーラに魚雷を命中させた。前者は多数の護衛艦艇と共に戦場を離脱し、後者は航行不能となった。イアキーノ中将の命令により、重巡ザラに将旗を掲げるカルロ・カッタネオ上級少将は、ザラとフィウメおよび駆逐隊を率いてポーラの救援にむかった。
地中海艦隊を指揮するカニンガム提督は、手負いのイタリア新型戦艦を撃沈するため追撃を続行した。夜間になり軽巡オライオン (HMS Orion, 85) に将旗を掲げるウィッペル提督から、停止している艦船をレーダーで発見したとの報告が入る。これは航行不能のポーラだったが、ヴィットリオ・ヴェネトと誤判断したカニンガム提督は、大型艦4隻（ウォースパイト、ヴァリアント、フォーミダブル、バーラム）で単縦陣を形成して獲物に接近した。月のない曇り空で、南西の微風、穏やかな海で視界は4kmほどだった。変針により横陣になり、22時20分の時点で停止船（ポーラ）まで距離7キロとなったとき、旗艦ウォースパイト (HMS Warspite) の3,600メートル前方を伊海軍艦艇3隻（駆逐艦アルフィエーリ、重巡ザラ、重巡フィウメ）の単縦陣が横切った。イタリア側艦船の砲塔には、乗組員が誰もいなかったという。英戦艦3隻は夜間砲撃をおこなうために単縦陣になり、英空母は縦陣の外に出た。22時28分、距離3,000ｍも離れていない場所を航行中のフィウメにむけて、ウォースパイトは15インチ主砲8門を斉射した。随伴の英駆逐艦グレイハウンド (HMS Greyhound, H05) がサーチライトで伊重巡を照射し、15インチ砲弾5発がフィウメに命中した。同時にヴァリアントも15インチ主砲の斉射をフィウメに浴びせた。次にウォースパイトの第二斉射がフィウメに命中し、爆発が起きて炎上した。
戦闘不能になったフィウメは漂流し、まもなく沈没した。生存者の一部はイタリア海軍の病院船に救助された。本海戦は連合軍の大勝利で幕を閉じ、イタリア海軍はザラ級重巡3隻と駆逐艦2隻を一挙に喪失してしまった。
なおフィウメ艦長として戦死したジョルジオ・ゲオルギウス大佐は、イタリア参戦直前まで駐日イタリア大使館の駐在武官を務めていた。大日本帝国では、イタリア駐日武官が発起人となり、彼の名を冠した芸術賞を制定している。